# Last Exile
O Last Exile (ラストエグザイル) é uma série de animação japonesa (Anime) criada pelo estúdio Gonzo, responsável por séries como Chrono Crusade ou Hellsing.
Utilizando técnicas de animação inovadoras, que misturam animação tradicional com técnicas digitais, Last Exile conta a história de Claus Valca e Lavie Head, unidos pela amizade dos seus pais, falecidos durante uma missão. Ambos juraram então viajar pela Grand Stream, um enorme canal aéreo, com ventos poderosíssimos! Até conseguirem realizar o seu sonho, fazem pequenos serviços para sobreviver.
Pilotando a Vanship dos seus pais, os dois órfãos vão entrar numa fantástica aventura, à medida que entregam mensagens  pelos céus dos reinos de Dysis e Anatore. Estes reinos têm estado em guerra durante muitos anos, mas vão ter de se unir quando ambos são atacados por uma força misteriosa, chamada Guild.
No meio desta guerra está a nave Silvana, da qual passam a fazer parte da tripulação Claus e Lavie, após salvarem Alvis Hamilton, uma criança com habilidades misteriosas. A princípio são mal-tratados pela tripulação, mas após algumas peripécias juntos um sentimento de camaradagem surge entre todos.
Entre as diversas personagens a bordo da Silvana, as que mais se destacam são: Alex Row, o capitão da nave; Tatiana Wisla, uma piloto de Vanship que despreza Claus ao princípio; Sophia Forrester, a vice-comandante da Silvana, que se vai revelar muito mais do que aparenta; Mullin Shetland, um soldado que deseja ter as medalhas suficientes para deixar a guerra e Dio Elaclaire, um membro da Guild cujas relações para com a tripulação da Silvana e em particular, para com Claus, são desconhecidas.
É esta a tripulação que vai partir em busca do Exile, uma enorme nave que é também o objectivo da Guild.
No geral, Last Exile é um anime que mistura os melhores aspectos da ficção científica com um estilo Victoriano muito próprio. É realizado por Kôichi Chigira, na versão original.

## Episódios
Há um total de 26 episódios de Last Exile. Existe um padrão comum à maioria dos títulos, que se referem a certas jogadas de Xadrez, representado muitas vezes as acções das personagens nos episódios.
1. First Move
2. Luft Vanship
3. Transpose
4. Zugzwang
5. Positional Play
6. Arbiter Attack
7. Interesting Claus
8. Takeback
9. Calculate Alex
10. Swindle
11. Develop
12. Discovered Attack
13. Isolated Pawn
14. Etude Lavie
15. Fairy Chess
16. Breakthrough
17. Making Material
18. Promotion Sophia
19. Sicilian Defense
20. Grand Stream
21. Rook Dio
22. Queen Delphine
23. Castling Luciola
24. Sealed Move
25. Quiet Move
26. Resign

## Personagens
Claus Valca, Lavie Head, Alvis Hamilton, Alex Row, Sophia Forrester, Tatiana Wisla, Alister Agrew, Dio Eraclea, Mullin Shetland, Dunya Scheer, Lucciola, Maestrina Delphine Eraclea e Vincent Alzey.

## Mysterion
O Mysterion (chamado de Mysteria em algumas traduções) é a chave para abrir Exile. É um conjunto de quatro questões e quatro respostas, cada qual relacionada a uma das quatro casas nobres. Sendo apenas uma pessoa especial dentre estas quatro casas a responsável por abrir Exile.
TRADUÇÃO & ORIGINAL
Casa Eraclea
- Poema: O que jaz além dos céus? (What lies beyond the furthest reaches of the sky?)
- Alvis: Aquilo que conduzirá a criança perdida de volta aos braços de sua mãe: Exile. (That which will lead the lost child back to its mother's arms: Exile.)

Casa Dagobert
- Poema: As ondas que tingem a terra de dourado. (The waves that stain the land in gold.)
- Alvis: O sopro de bênção que nutre a vida: Uma Terra de Trigo. (The breath of blessing that nurtures life: A Land of Wheat.)

Casa Bassianus
- Poema: O caminho para a vinda do anjo. (The path upon which the angels walk.)
- Alvis: Você é o caminho de grandes ventos: O Grand Stream. (You are the path of great winds: The Grand Stream.)

Casa Hamilton
- Poema: O que jaz além da memória? (What lies beyond the furthest reaches of memory?)
- Alvis: O lugar onde todos nasceram e a onde todos retornarão: O Mundo Azul. (The place where all were born and to where all will return: A Blue World.)

## Temas Musicais
Abertura
- "Cloud Age Symphony" por Shuntaro Okino

Encerramento
- "Over the Sky" por Hitomi Kuroishi

## Dublagem brasileira
- Lavie Head - Fernanda Bullara
- Alvis E. Hamilton - Priscila Concepción
- Claus Valca - Rafael Meira
- Sophia Forrester - Marli Bortoleto
- Dio Eracles - Rodrigo Andreatto
- Delphine Eracles - Tânia Gaidarji
- Godwin Austin - Gilberto Baroli